# TH+ Record Campinas
TH+ Record Campinas (anteriormente, TV Thathi Campinas ou TV Thathi Record Campinas) é uma emissora de televisão brasileira sediada em Campinas, cidade do estado de São Paulo. Opera no canal 6 (28 UHF digital), e é afiliada à Record. Pertence ao Grupo Thathi de Comunicação e transmite sua programação para mais de 60 municípios do interior de São Paulo. Seus estúdios ficam localizados no bairro Jardim Leonor, e sua antena de transmissão está no Jardim São Gabriel.

## História
A TV Princesa d'Oeste nasceu de uma concessão outorgada em 5 de outubro de 1982 pelo então presidente da República João Figueiredo. A inauguração, porém, aconteceu na noite de 1 de fevereiro de 1985, conforme noticiado pelo jornal O Estado de S. Paulo. A primeira transmissão ao vivo foi realizada da sede de campo do Clube Semanal de Cultura Artística sob o comando do jornalista Blota Jr., um dos proprietários do canal na época. Além dele, também eram proprietários Natal Gale, dono da Rádio Jequitibá (hoje Jovem Pan News Campinas), e Raphael Pereira da Silva: à época, Paulo Machado de Carvalho, coproprietário da TV Record, também era um dos acionistas.

Logotipo da emissora entre 2011 e 2020, quando ainda se chamava TVB. A mesma identidade visual era utilizada pela TVB Santos

No final de 2010, a TVB opta por não renovar o contrato com o SBT que estava terminando. Depois da desfiliar-se com a emissora do grupo Silvio Santos, a TVB assina em 5 de dezembro de 2010 o contrato de afiliação com a Rede Record para iniciar a transmissão de sua programação a partir das 00h15 de 1º de fevereiro de 2011. Mantém a programação local e amplia para duas horas diárias a programação jornalística com o Balanço Geral, apresentado por Jair Duprá e o SP Record, com Carolina Cerqueira.
Em outubro de 2020, o Grupo Solpanamby vende a TVB Campinas e seus outros veículos de comunicação para o Grupo Thathi de Comunicação, baseado em Ribeirão Preto. Após a compra, em 4 de novembro, a emissora passa a se chamar TV Thathi Campinas, mesmo nome da emissora que o grupo manteve em Campinas e região durante a década de 1990, atual Rede Família.

Logotipo da emissora entre 2020 e 2025 quando se chamada TV Thathi

No dia 10 de fevereiro de 2025, a emissora, assim como as suas coirmãs espalhadas pelo estado de São Paulo, passaram a utilizar a marca TH+, com a emissora de Campinas adotando o nome TH+ Record Campinas. A nova nomenclatura, segundo o Grupo Thathi, reforça a conexão entre as emissoras de televisão aberta, além das rádios e do portal institucional do Grupo Thathi de Comunicação.

## Sinal digital
| Canal virtual | Canal digital | Resolução de tela | Programação                                           |
| ------------- | ------------- | ----------------- | ----------------------------------------------------- |
| 6.1           | 28 UHF        | 1080i             | Programação principal da TH+ Record Campinas / Record |

A então TVB Campinas iniciou oficialmente as transmissões digitais em 24 de maio de 2010, pelo canal 28 UHF. Neste dia, houve a participação especial do jornalista Hermano Henning na apresentação do TVB Notícias 1.ª edição.

### Transição para o sinal digital
Com base no decreto federal de transição das emissoras de TV brasileiras do sinal analógico para o digital, a TVB Campinas, bem como as outras emissoras de Campinas, cessou suas transmissões pelo canal 6 VHF em 17 de janeiro de 2018, seguindo o cronograma oficial da ANATEL. O switch-off aconteceu às 23h59, durante o intervalo do Dancing Brasil.

## Programas
Além de retransmitir a programação nacional da Record, atualmente a emissora produz e exibe os seguintes programas:
- Balanço Geral Campinas Manhã
- Balanço Geral Campinas
- Cidade Alerta Campinas
- Balanço Geral Edição de Sábado